# San Sebastián Nicananduta
San Sebastián Nicananduta är en kommun i Mexiko.   Den ligger i delstaten Oaxaca, i den sydöstra delen av landet, 260 km sydost om huvudstaden Mexico City. Antalet invånare är 1 412.
Följande samhällen finns i San Sebastián Nicananduta:
- Santa María Chilapa de Díaz